# クリスティアン・レーベレヒト・フォーゲル
クリスティアン・レーベレヒト・フォーゲル（Christian Leberecht Vogel、1759年4月4日 - 1816年4月11日）は、ドイツの画家である。人物画、特に子供を描いた作品で人気があった。

## 略歴
ドレスデンで、王室の馬具職人の息子に生まれた。幼いころから絵の才能を示し、9歳になった時には後にドレスデンの美術アカデミーの校長になる、ヨハン・エレアザル・ツァイシッヒ(1737-1806)の指導を受け、すぐに奨学金を得て、ドレスデンの美術アカデミーで学んだ。
1780年までドレスデンで学んだ後、ザクセン選帝侯領のウィルデンフェルスに移り、宮廷画家として働き、 ゾルムス＝ビルデンフェルス公の子供たちの美術教師として働いた。ゾルムス＝ビルデンフェルス公の家族の肖像画を描き、宮殿の装飾をデザインし広間の天井画を描いた。猟場のロッジのデザインもした。
ウィルデンフェルスで1785年に結婚し、1788年に息子のカール・クリスチャン・フォーゲル(1788-1868)が生まれた。
ウィルデンフェルスだけでなくシェーンブルク家(Schönburg)やアインジーデル家(Einsiedel)といった近隣の領主のためにも働き、特に子供を描いた作品で人気になった。1804年にドレスデンに戻り、ドレスデンの美術アカデミーの教師の職に就いた。1814年に教授の称号を得るが、1816年に57歳で没した。

## 作品

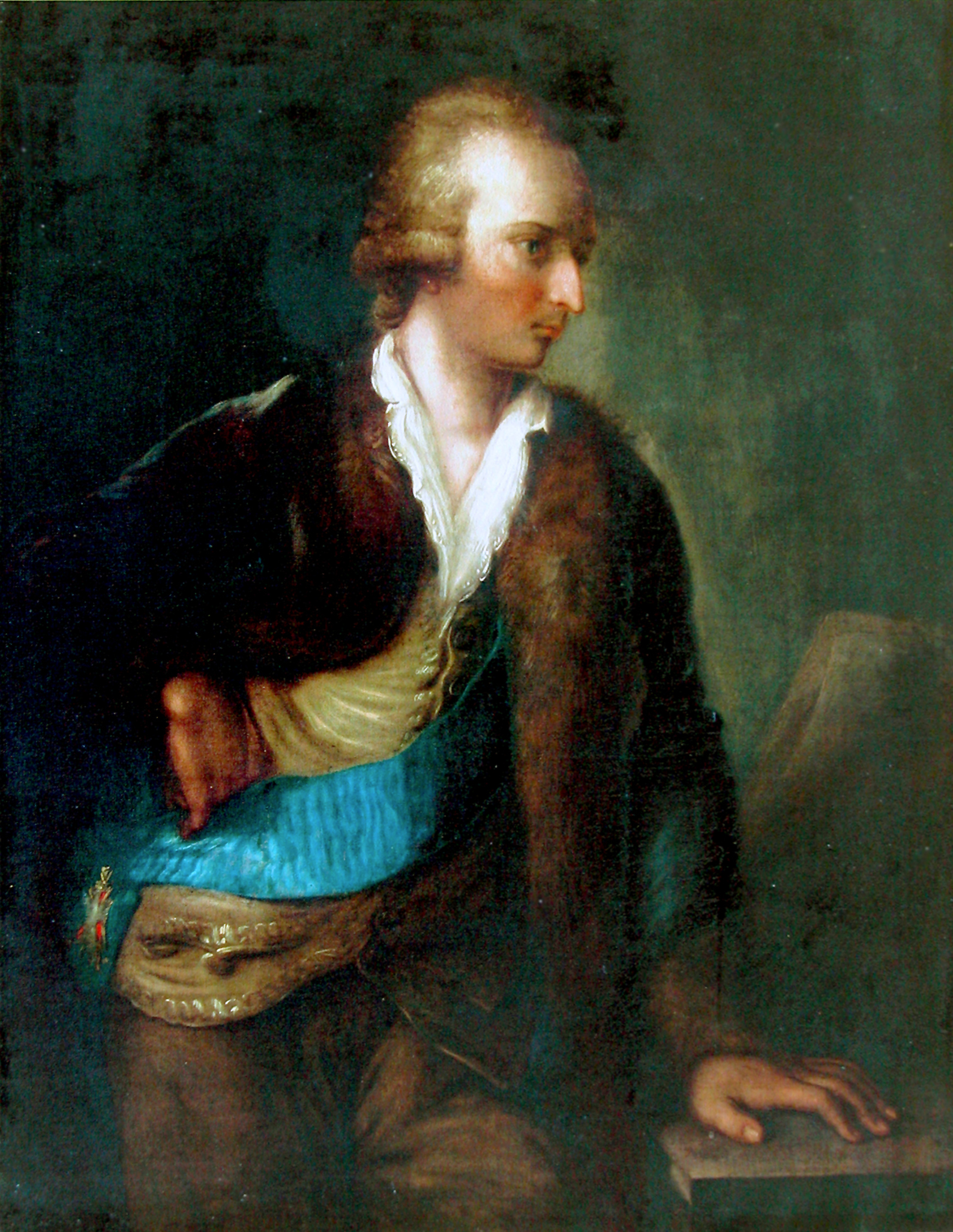
ゾルムス＝ビルデンフェルス公Frederick Magnus I
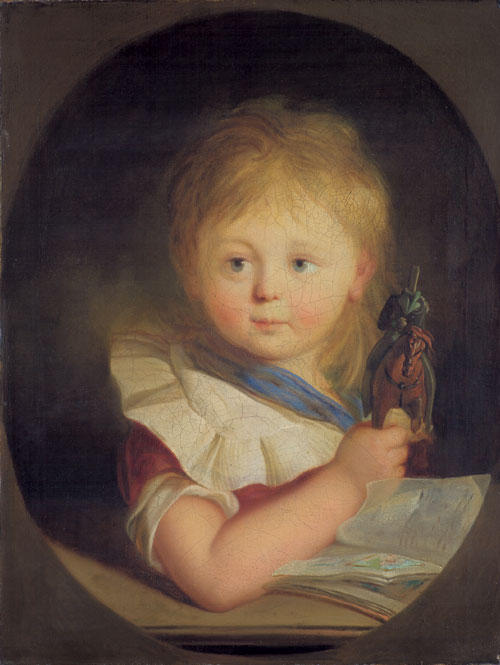
絵本を持つ子ども
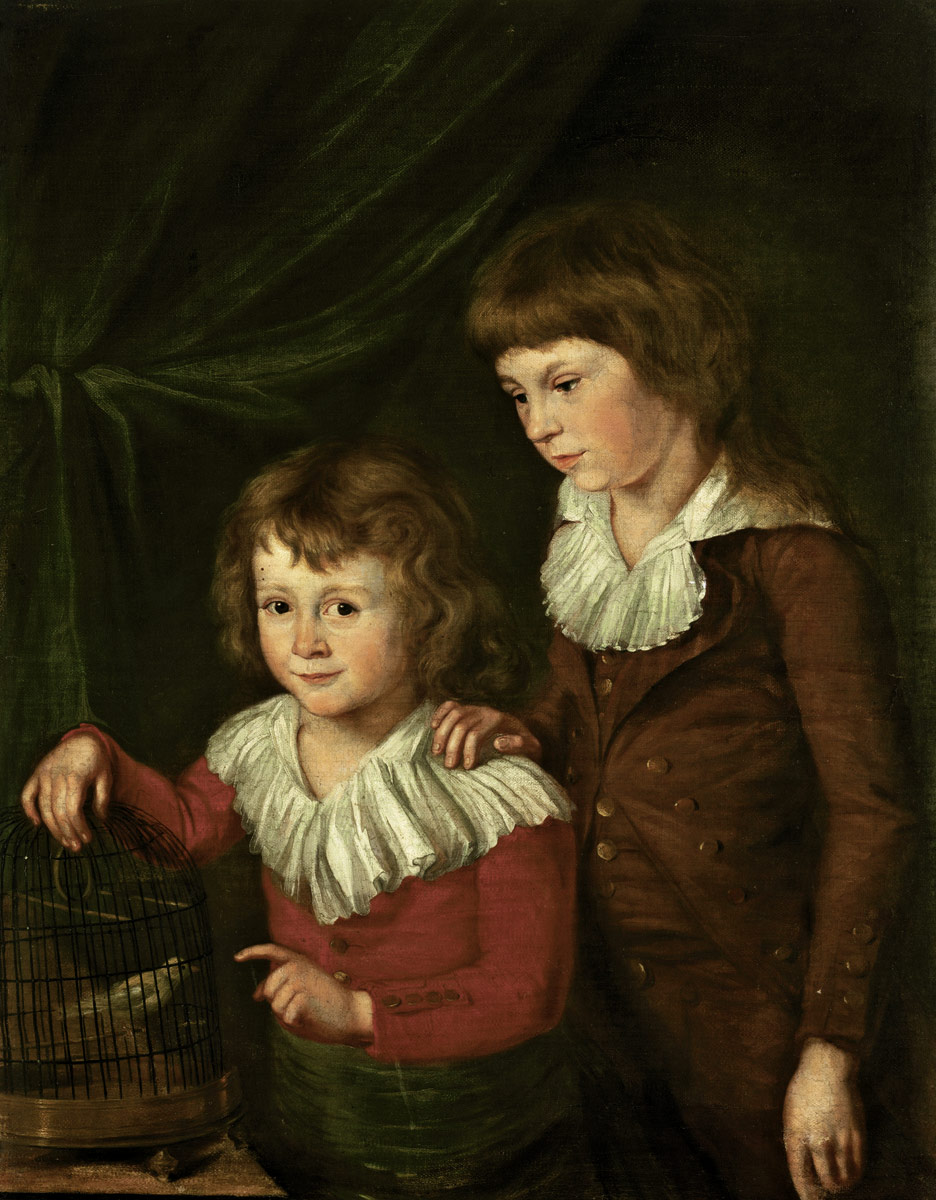
鳥かごを持つ 2人の少年
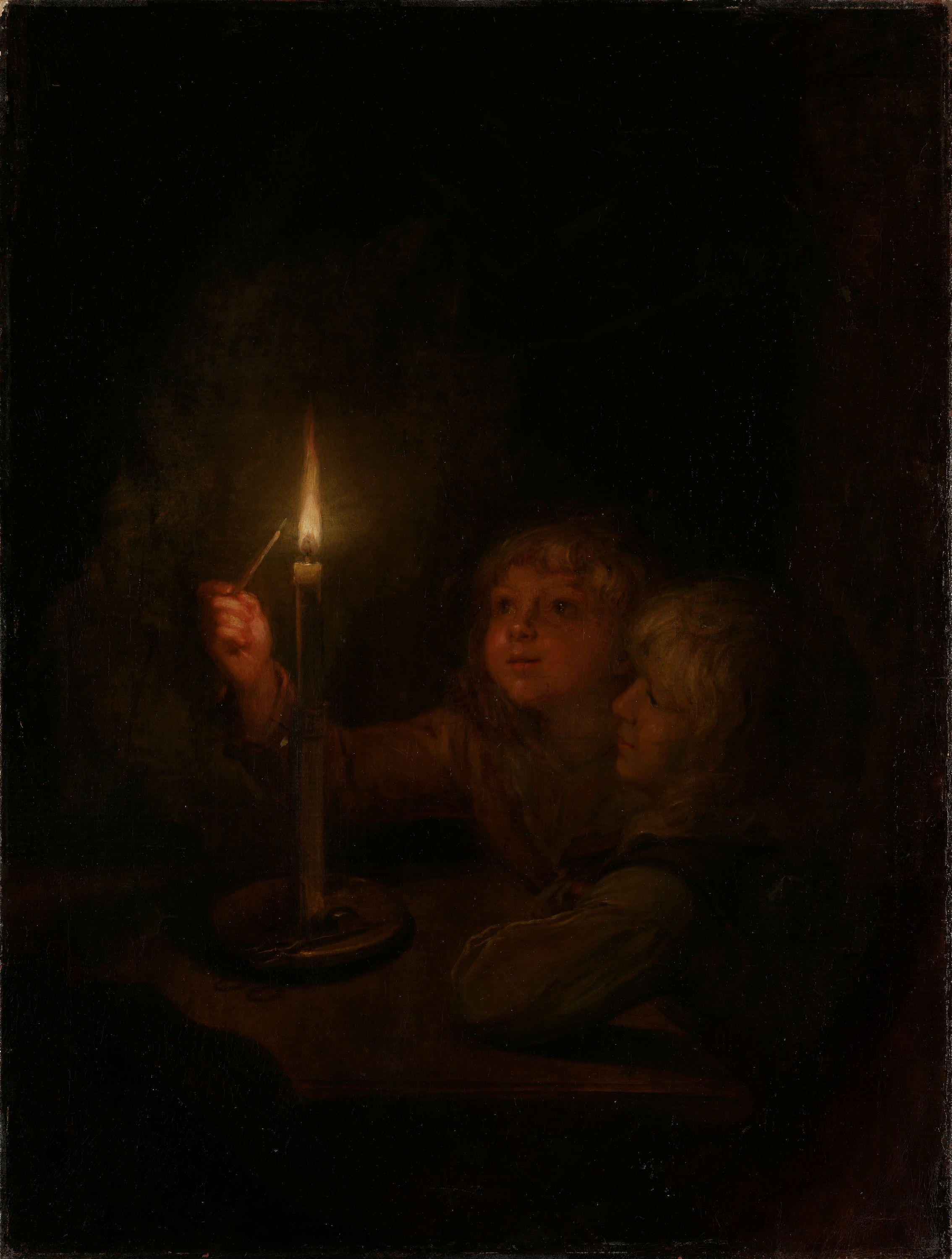
2人の子供